# Giuseppe Vasi

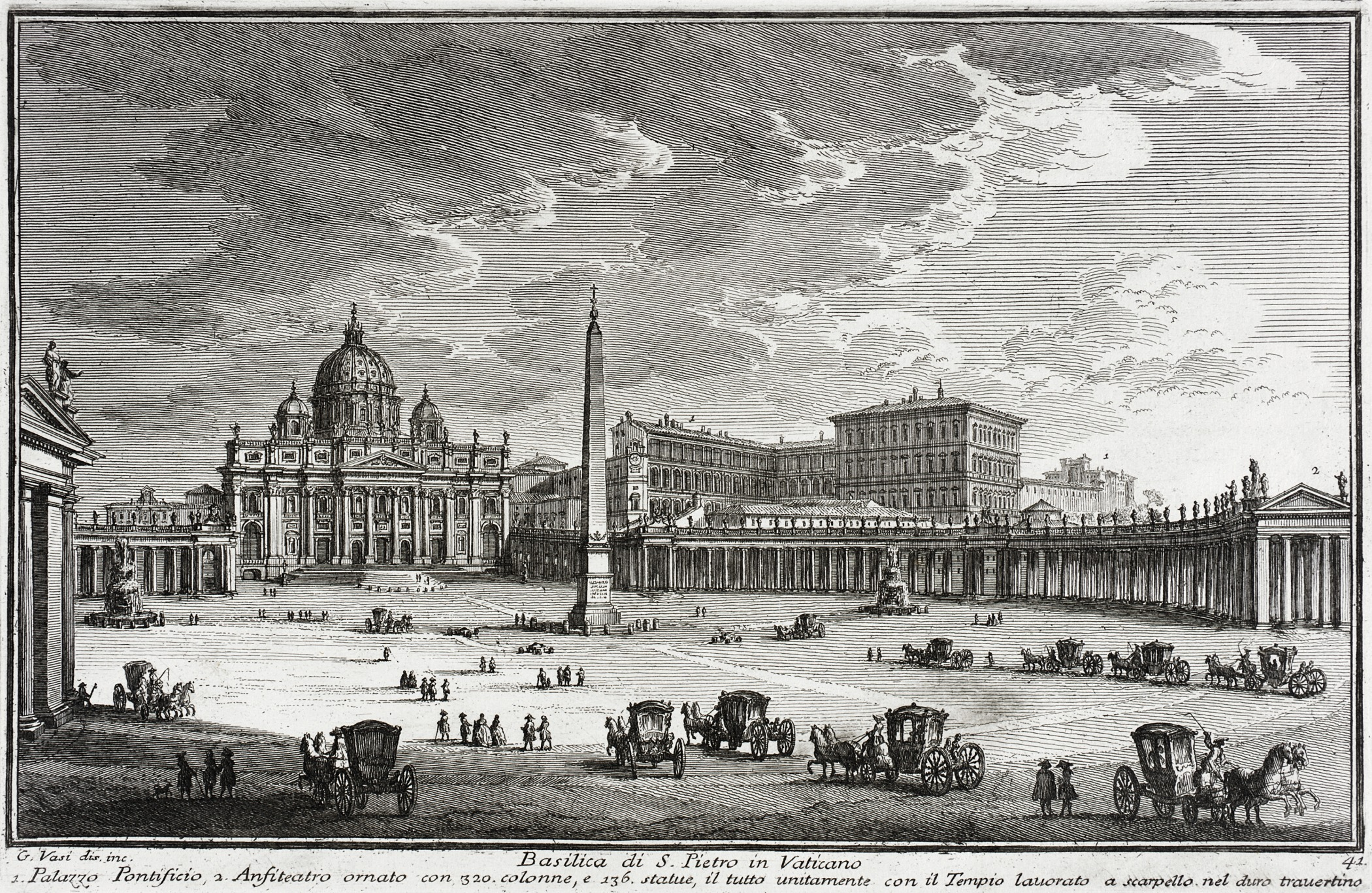
Veduta de la Plaza de San Pedro, Roma, grabada por Giuseppe Vasi.

Giuseppe Vasi (27 de agosto de 1710-16 de abril de 1782) fue un arquitecto y grabador italiano, conocido principalmente por sus vedute.
Nació en Corleone, Sicilia, y se trasladó más tarde a Roma. Entre 1746 y 1761 publicó una serie de diez volúmenes que incluían 240 grabados con vedutas de Roma.
Entre sus pupilos se encuentra Giovanni Battista Piranesi.